# Valdemar Kolderup-Rosenvinge
Valdemar Kolderup-Rosenvinge (29. december 1828 i København – 5. december 1889 sammesteds) var en dansk officer og vandbygningsdirektør, far til Lauritz Kolderup Rosenvinge.

## De slesvigske krige
Han var søn af professor Janus Lauritz Andreas Kolderup-Rosenvinge og Barbara A. Lange, og i 1848 indtrådte han som elev på Den kongelige militære Højskole og gennemgik samtidig i 1848-49 central- og kommandoskolen i København. 1850 udnævntes han til sekondløjtnant à la suite i artilleriet med anciennitet af 1. maj 1848 og ansattes ved feltingeniørdetachementet, og han indtrådte i slutningen af året på Ingeniørtroppernes eksercerskole i København. Fra 1851-53 afsluttede han sin ved Treårskrigen afbrudte uddannelse på højskolen og udnævntes ved afgangen fra denne sidstnævnte år til premierløjtnant i Ingeniørkorpset, i hvilken stilling han fra 1853-56 var ansat ved Kongerigets Vejtjeneste, fra 1856-62 ved Københavns fortifikation og i 1862-63 ved Ingeniørtropperne. Da den nye ordning af Københavns Politi trådte i kraft, sattes han 1863 à la suite i Hæren for at overtage stillingen som 1. politiinspektør, men allerede ved udgangen af samme år opgav han på grund af krigsudsigterne denne virksomhed og gik atter i militær tjeneste, først ved ingeniørdirektionen i Slesvig og derpå ved den aktive armé. Han deltog i forsvaret af Dybbølstillingen og af Als og erholdt i 1864 kaptajns karakter og blev Ridder af Dannebrog.

## Ingeniørofficer
Efter krigen forblev han ved Ingeniørtropperne, og ved Hærlovens ikrafttræden i 1867 forfremmedes han til kaptajn og kompagnichef ved den nyoprettede 1. ingeniørbataljon, i hvilken egenskab han med sit kompagni blev knyttet til den brigade, som mobiliseredes i Jylland under den fransk-tyske krig i 1870. Fra 1871-72 gjorde han tjeneste ved 1. ingeniørdirektion, og fra 1872-76 fungerede han som sekretær i Ingeniørkorpsets tekniske komité samt som teknisk revisor og bibliotekar ved korpset. Efter i sommeren 1876 at have været lejringeniør i lejren ved Hald forsattes han på ny til 1. ingeniørdirektion, hvor han forblev, indtil han 1. juli 1882 erholdt afsked af krigstjenesten som oberstløjtnant og udnævntes til direktør for Vandbygningsvæsenet. 1880 var han blevet Dannebrogsmand.

## Vandbygningsdirektør
De under dette hørende forretninger var allerede under hans forgænger, Carl Carlsen, vokset så betydeligt, at der i 1880 blev forelagt Rigsdagen et lovforslag angående dets udvidelse. Forslaget blev imidlertid ikke ophøjet til lov, men da forretningerne stadig tiltog i omfang, lykkedes det dog Kolderup-Rosenvinge, til dels ved administrative foranstaltninger, opretholdt ved de til forskellige store arbejder givne bevillinger, at skabe en midlertidig situation af en sådan beskaffenhed, at den i hovedsagen har kunnet danne grundlaget for det "Forslag til Lov om Vandbygningsvæsenets Ordning", som fra 1892-95 forgæves har været forelagt Rigsdagen. Han var formand i den i 1882 nedsatte kommission angående anlægget af udførsels- og tilflugtshavne på den jyske vestkyst, i det nordlige Kattegat og på Bornholm og overtog i 1884, efter at Kystsikringskommissionen af 1874 var blevet opløst, som vandbygningsdirektør ledelsen af arbejderne til sikring af Jyllands vestkyst, angående hvis afslutning han i forening med overnnævnte ingeniør, konferensråd Carl Carlsen, og kammerherre Thyge de Thygeson udarbejdede et forslag, som vedtoges af regering og Rigsdag. Det var ligeledes under Kolderup-Rosenvinges ledelse, at der i 1886 foretoges forskellige udvidelsesarbejder ved Esbjerg Havneanlæg, og han fremsatte forslag til andre, som blev bevilget efter hans død. Han døde pludselig 5. december 1889 og er begravet på Assistens Kirkegård.
Kolderup-Rosenvinge ægtede 9. januar 1856 Henriette Vilhelmine Petersen (5. november 1834 i København – 2. juni 1911 sammesteds), datter af slotsgartner ved Rosenborg Have Jens Peter Petersen (1804-1848) og Louise f. Lindegaard (1799-1855).
Der findes silhouetklip af Kolderup-Rosenvinge som barn, udført af Niels Christian Fausing i 1840'erne, og fotografier af Georg E. Hansen og Hansen & Weller.